# St. Peter und Paul (Ratingen)

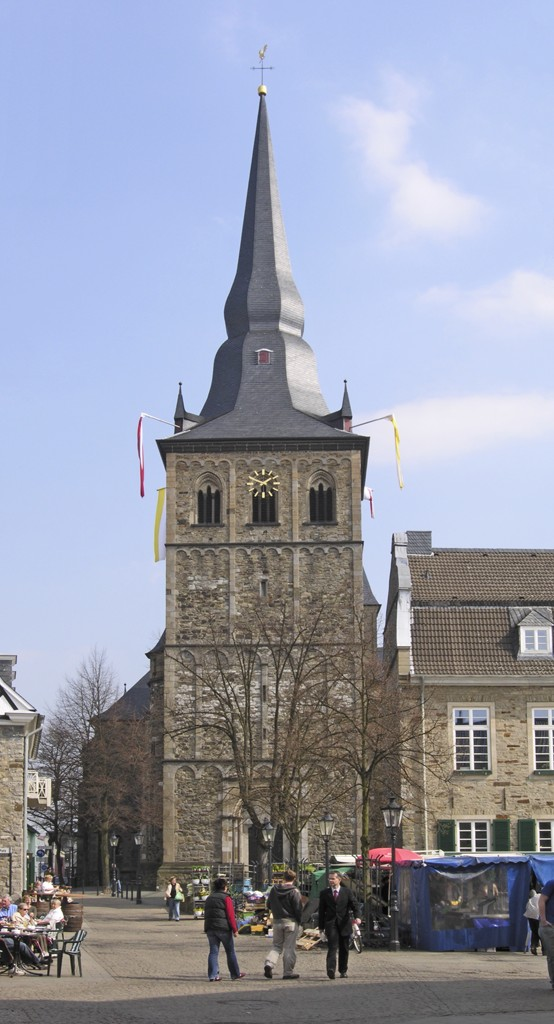
St. Peter und Paul

St. Peter und Paul ist eine römisch-katholische Pfarrkirche in Ratingen. Neben dem Langhaus des Essener Münsters zählt der Ratinger Sakralbau zu den frühesten Hallenkirchen des Rheinlands.

## Geschichte

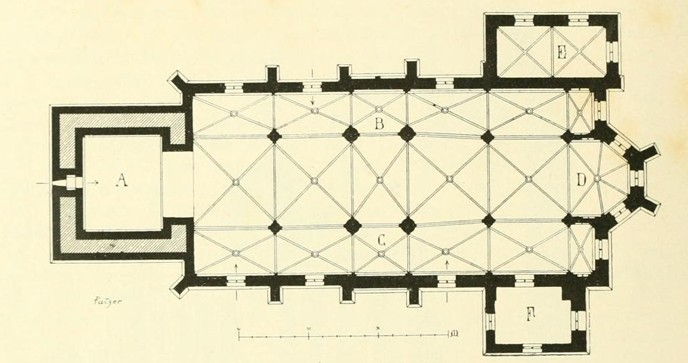
Grundriss vor der Erweiterung

Der Sakralbau entstand als romanische Kirche mit zwei Chorflankentürmen (Mitte 12. Jh.) und einem viergeschossigen Westturm (1. Hälfte 13. Jh.). Am Ende des 13. Jh. wurde der romanische Bau durch eine  dreischiffige, fünfjochige Hallenkirche im Stil der Gotik ersetzt. 1892 bis 1894 wurde die Kirche nach Plänen des Architekten Heinrich Wiethase erweitert. Es entstand – auf der Höhe der zwei östlichen Mittelschiffjoche bei den beiden östlichen Chorflankentürmen  – ein neues, zweischiffiges Querhaus im Stil der Neogotik. Das gotische Langhaus wurde nach Osten um ein Joch im Stil der Neogotik erweitert und ein sechseckiges, neogotisches Chorhaus mit Zeltdach hinzugefügt. Der Westturm erhielt einen Spitzhelm.
Im Zweiten Weltkrieg wurde die Kirche teilweise zerstört; die Beschädigungen wurden nach Kriegsende Schritt für Schritt beseitigt. In den 1970er Jahren wurde die Fassade saniert und der Innenraum renoviert sowie nach den liturgischen Vorgaben des Zweiten Vatikanischen Konzils umgestaltet.  1996 bis 1998 folgten weitere Renovierungen, nachdem  die Osttürme einzustürzen drohten und Risse an Gewölben aufgetreten waren.

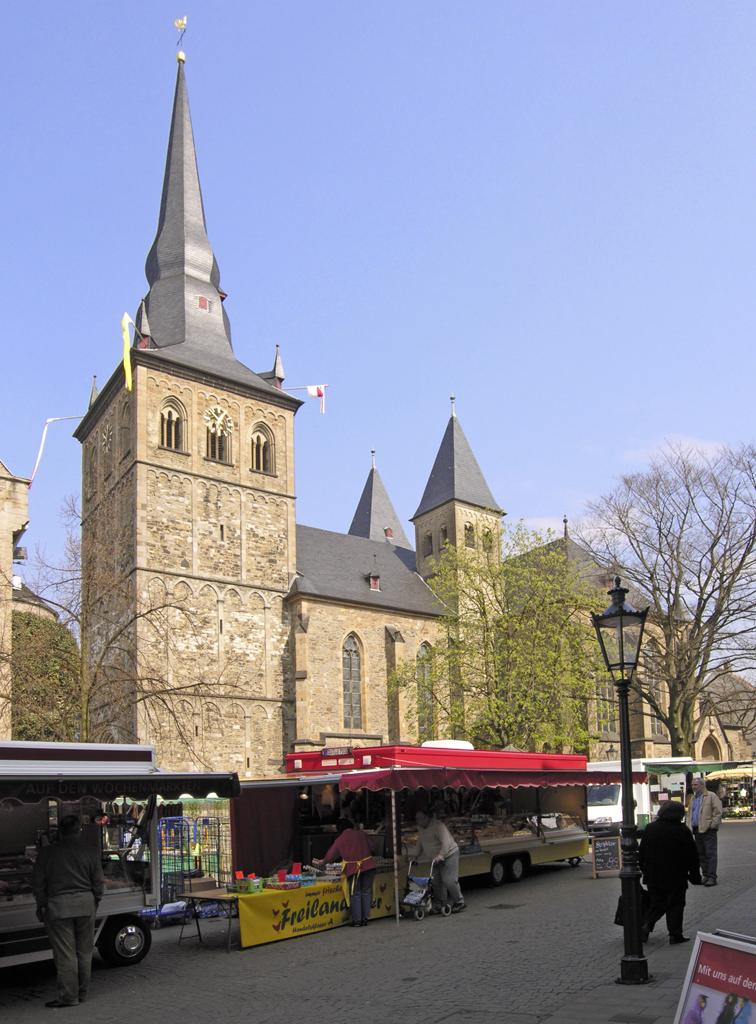
Seitenansicht vom Markt
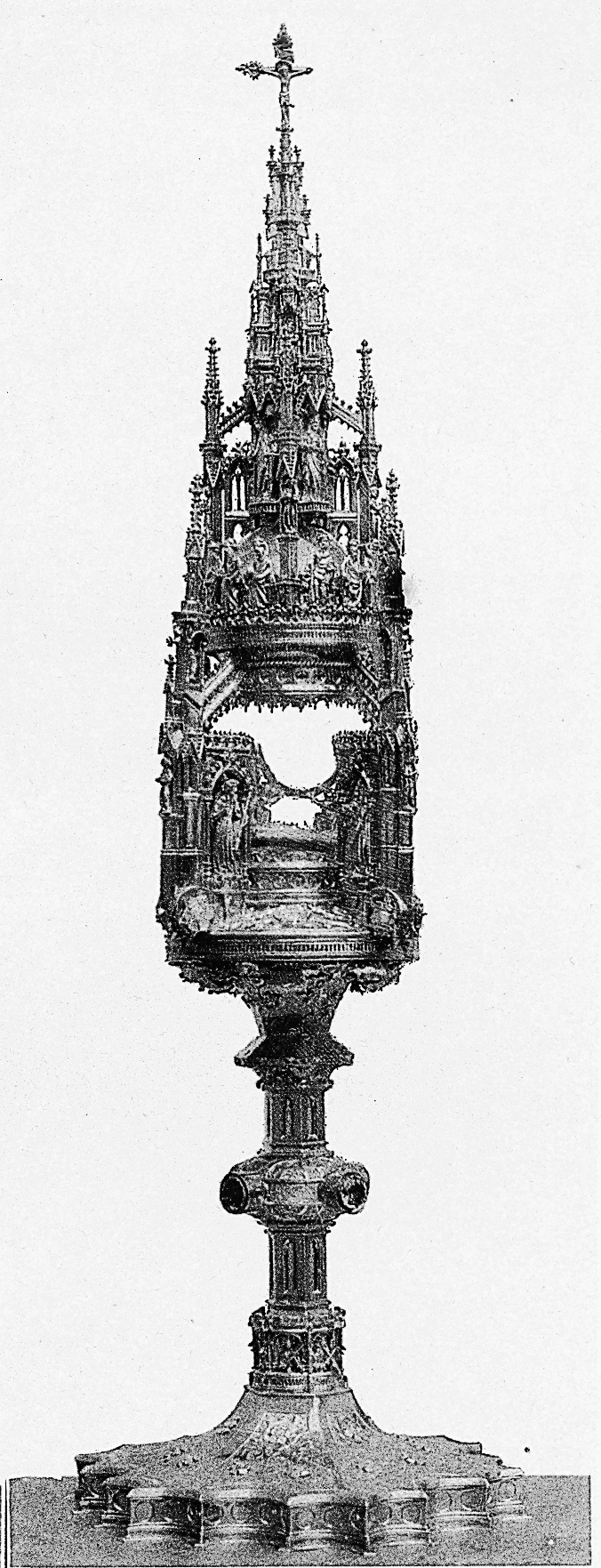
Monstranz.
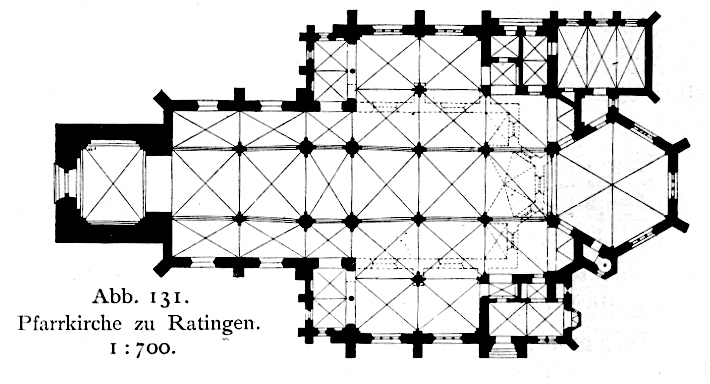
Grundriss, Vorgängerbau (gestrichelt)

## Orgel
Die heutige Orgel wurde 1953 durch die Orgelbauwerkstatt Romanus Seifert & Sohn (Kevelaer) gebaut. 1998 wurde die Orgel durch die Orgelbaufirma Westfälischer Orgelbau S. Sauer (Höxter) restauriert und klanglich modifiziert. Dabei wurde unter anderem eine Clarinette 8' eingebaut. „Vorbild“ für dieses Register ist die Clarinette in der Orgel der St.-Mauritz-Kirche (Münster) aus dem Jahre 1882. Außerdem wurde das Instrument mit Sub- und Superoktavkoppeln ausgestattet.
Im Jahre 2006 wurde das Instrument durch die Erbauerfirma Romanus Seifert & Sohn erneut umfassend restauriert. In diesem Zuge wurde die Orgel um ein Solo- und ein Chamadenwerk erweitert. Die Register des Chamadenwerks befinden sich -- mit Ausnahme des Cornet V --  in einem Schwellwerk-Turm auf der Südseite der Orgel. Der zum Solowerk gehörende Cornet V wurde aufgebänkt im Hauptwerk aufgestellt. Die Register des Chamadenwerkes wurden unter dem Gewölbe über den Pedalstimmen eingebaut. Die Windanlage wurde durch zwei weitere Motoren ergänzt. Solo- und Chamadenwerk sind jeweils frei an alle Manuale und das Pedal ankoppelbar.
Das Kegelladen-Instrument hat heute 47 Register auf drei Manualen und Pedal. Die Trakturen sind elektronisch. Kantor und Organist an St. Peter und Paul ist Ansgar Wallenhorst.
| I Hauptwerk C–g3 |                 |        |
| 1.               | Bordun          | 16′    |
| 2.               | Principal       | 8′     |
| 3.               | Offenflöte      | 8′     |
| 4.               | Gemshorn        | 8′     |
| 5.               | Weitoktave      | 4′     |
| 6.               | Großterz        | 3 1⁄5′ |
| 7.               | Schwiegel       | 2′     |
| 8.               | Rauschpfeife II | 2 ⁄3′  |
| 9.               | Mixtur IV-V     | 1 ⁄3′  |
| 10.              | Kupfertrompete  | 8′     |
| 11.              | Hohe Trompete   | 4′     |

| II Rückpositiv C–g3 |                |        |
| 12.                 | Rohrflöte      | 8′     |
| 13.                 | Principal      | 4′     |
| 14.                 | Nachthorn      | 4′     |
| 15.                 | Nasat          | 2 ⁄3′  |
| 16.                 | Kleinprincipal | 2′     |
| 17.                 | Terz           | 1 3⁄5′ |
| 18.                 | Quinte         | 1 ⁄3′  |
| 19.                 | Clarinette     | 8′     |
|                     | Tremulant      |        |

| III Schwellwerk C–g3 |                       |     |
| 20.                  | Quintade              | 16′ |
| 21.                  | Principal             | 8′  |
| 22.                  | Liebl. Gedackt        | 8′  |
| 23.                  | Viola                 | 8′  |
| 24.                  | Vox coelestis (ab c0) | 8′  |
| 25.                  | Hornprincipal         | 4′  |
| 26.                  | Traversflöte          | 4′  |
| 27.                  | Blockflöte            | 2′  |
| 28.                  | Scharff III-IV        | 1′  |
| 29.                  | Trompette harmonique  | 8′  |
| 30.                  | Schalmei              | 8′  |
|                      | Tremulant             |     |

| Pedal C–g1 |                |         |
| 31.        | Principalbaß   | 16′     |
| 32.        | Subbaß         | 16′     |
| 33.        | Quinte         | 10 2⁄3′ |
| 34.        | Oktavbaß       | 8′      |
| 35.        | Baßflöte       | 8′      |
| 36.        | Choralbaß      | 4′      |
| 37.        | Octave         | 2′      |
| 38.        | Posaune        | 16′     |
| 39.        | Baßtrompete    | 8′      |
| 40.        | Choraltrompete | 4′      |

| Solowerk (schwellbar) C–g3 |             |     |
| 41.                        | Stentorphon | 16′ |
| 42.                        | Stentorphon | 8′  |
| 43.                        | Tuba magna  | 16′ |
| 44.                        | Tuba magna  | 8′  |
| 45.                        | Cornet V    | 8′  |

| Chamadenwerk C–g3 |                  |    |
| 46.               | Tuba pontificale | 8′ |
| 47.               | Tuba pontificale | 4′ |

- Koppeln
  - Normalkoppeln: II/I, III/I, III/II, I/P, II/P, III/P
  - Solo- bzw. Chamadenwerkskoppeln: jeweils an I, II, III, P
  - Quintkoppel: P/P
  - Suboktavkoppeln: I/I, II/I, II/II, III/I, III/II, III/III,
  - Superoktavkoppeln: III/I, Solo/I, II/II, III/II, III/III, I/P, II/P, III/P, Solo/P
- Spielhilfen: Setzeranlage, Äquallagen-Absteller, Cymbelstern, Registercrescendo

## Glocken
Im Turm hängt ein großes Geläut aus acht Glocken, von denen drei aus dem Mittelalter stammen. Die große Marienglocke, auch Merg oder Märch genannt, wird als eine der klangschönsten gotischen Glocken des Rheinlandes neben den Kölner Domglocken Pretiosa und Speciosa gerühmt. Die übrigen Glocken kamen in der Nachkriegszeit hinzu und ersetzen drei Glocken von 1926, die im Zweiten Weltkrieg vernichtet wurden.
| Nr. | Name            | Gussjahr | Gießer, Gussort                  | Durchmesser (mm) | Masse (kg, ca.) | Schlagton (HT-1/16) |
| 1   | Maria („Märch“) | 1498     | Johann und Jakob van Venlo       | 1.812            | 3.920           | b0 −3               |
| 2   | Peter und Paul  | 1523     | Jan und Ignatz van Nuys, Aachen  | 1.646            | 2.960           | des1 −5             |
| 3   | Christkönig     | 1958     | Petit & Gebr. Edelbrock, Gescher | 1.344            | 1.500           | es1 −5              |
| 4   | Franziskus      | 1958     | Petit & Gebr. Edelbrock, Gescher | 1.172            | 980             | f1 −5               |
| 5   | Katharina       | um 1300  | unbekannt                        | 1.145            | 890             | ges1 ±0             |
| 6   | Anna            | 1958     | Petit & Gebr. Edelbrock, Gescher | 961              | 520             | as1 −3              |
| 7   | Edith Stein     | 1994     | Petit & Gebr. Edelbrock, Gescher | 875              | 423             | b1 −2               |
| 8   | Sebastianus     | 2017     | Petit & Gebr. Edelbrock, Gescher |                  | 333             | des2                |